# Pseudatteria leopardina
Pseudatteria leopardina es una especie de polilla del género Pseudatteria, familia Tortricidae.
Fue descrita científicamente por Butler en 1872.